# Austropop

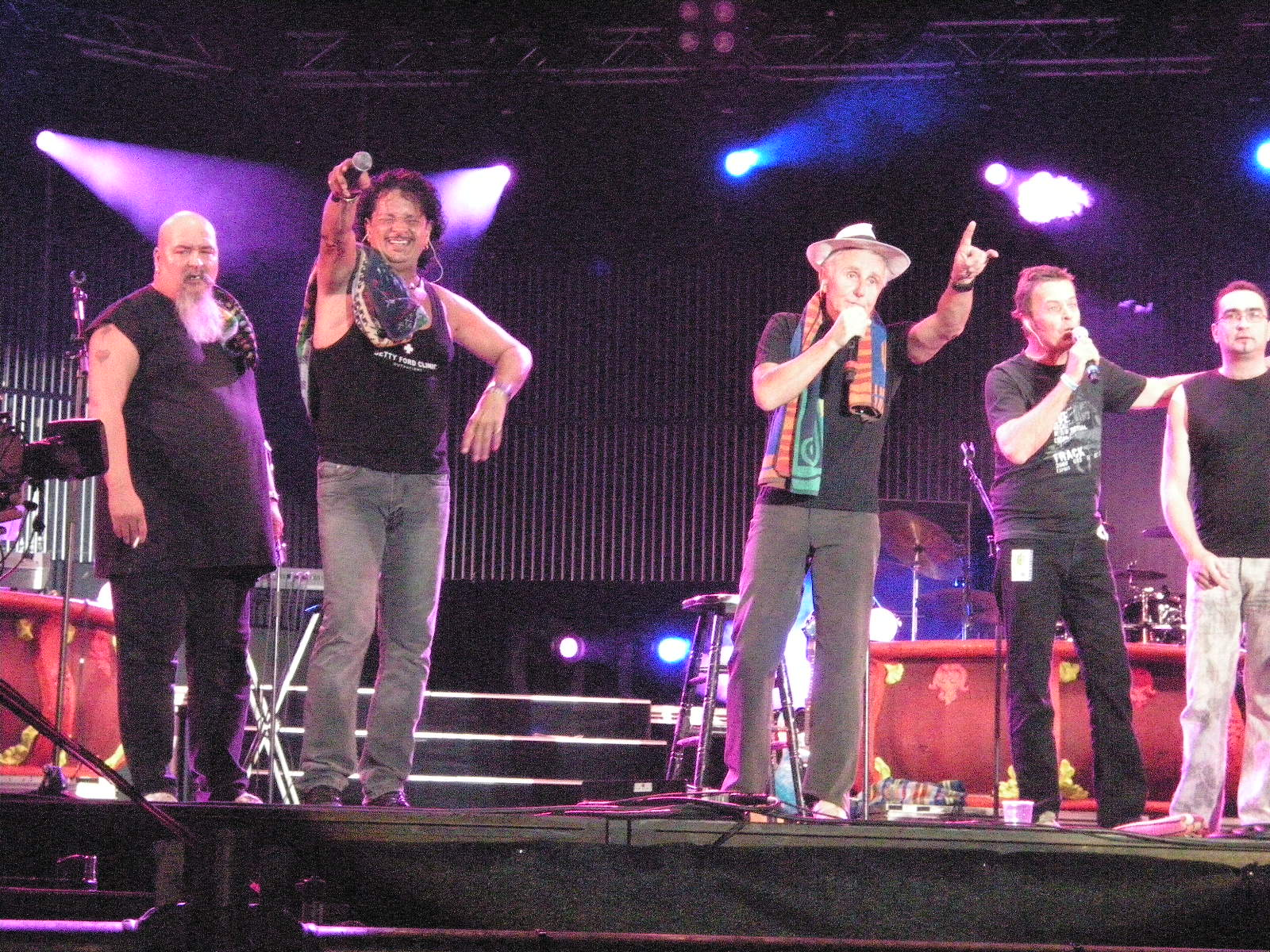
Erste Allgemeine Verunsicherung ve Vídni v roce 2007

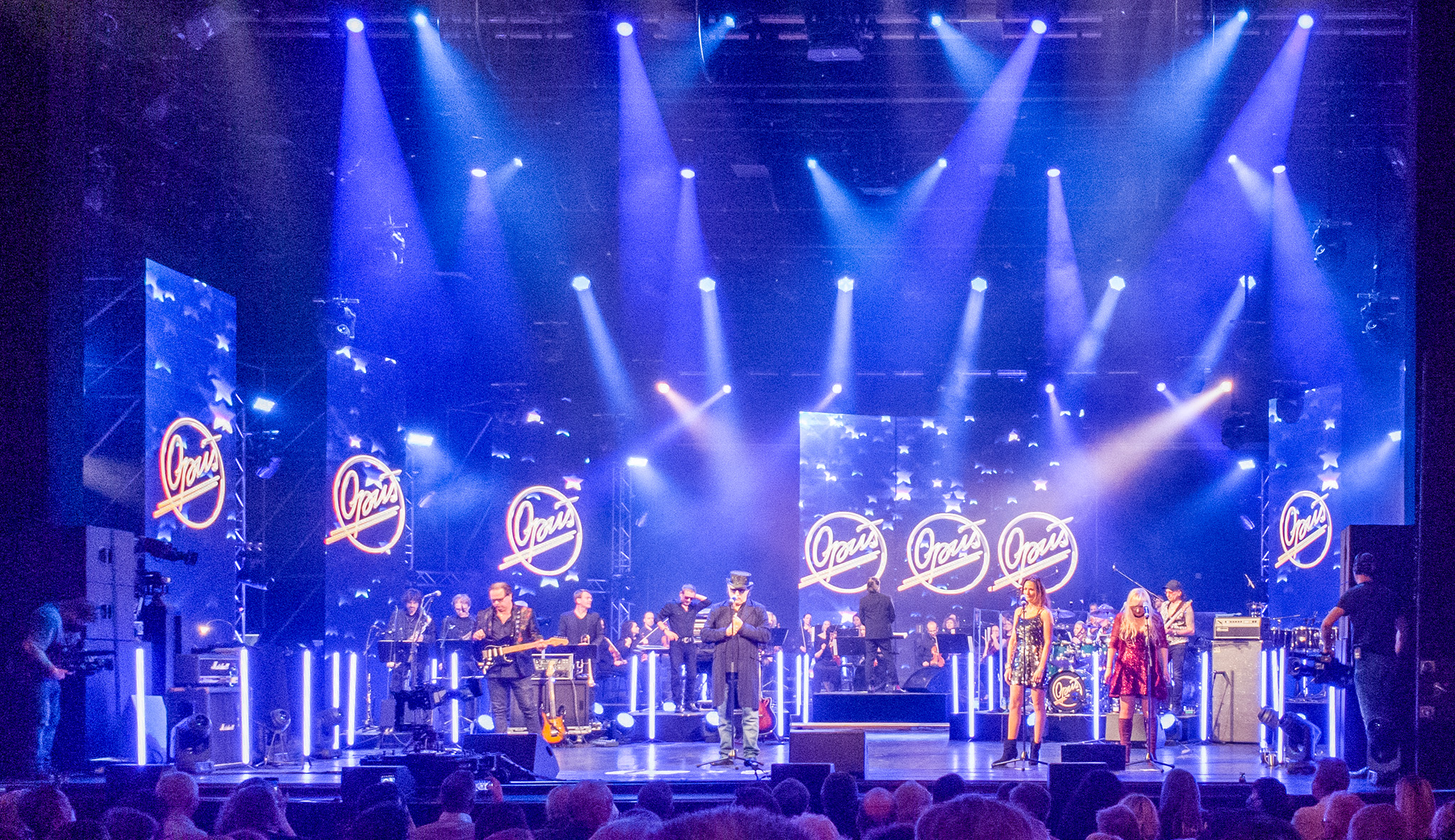
Kapela Opus v roce 2021

Austropop je hudební směr, který vznikl v Rakousku zhruba od poloviny 60. let 20. století.
Nejedná se přitom ani tak o specifický hudební styl, jako o označení původu. Pod tímto souhrnným pojmem se scházejí hudebníci různých žánrů od rocku až po alternativní scénu. Dochází k částečnému překrývání s pojmy nová lidová hudba (neue Volksmusik) nebo alpský rock (Alpenrock). Obvykle se k austropopu nepočítá zejména lidový šlágr. Typické pro austropop je užívání místních rakouských nářečí němčiny. Za dobový předvoj austropopu lze označit zpěváky jako např. Udo Jürgens nebo Peter Alexander, kteří ovšem užívali prakticky výlučně spisovnou němčinu a také obzvlášť u Petera Alexandera jejich tvorba směřuje spíš do oblasti šlágru, pročež do austropopu nebývají zařazováni; Udo Jürgens navíc již desetiletí žije a působí mimo Rakousko.

## Interpreti (výběr)
- Wolfgang Ambros
- Reinhold Bilgeri
- Peter Cornelius
- DJ Ötzi
- Georg Danzer
- Erste Allgemeine Verunsicherung
- Falco
- Rainhard Fendrich
- Hubert von Goisern (Alpenrock)
- Ludwig Hirsch
- Luttenberger*Klug
- Opus
- Schürzenjäger
- Christina Stürmer
- S.T.S.